# لاتشي هولم
لاتشي هولم (بالإنجليزية: Lachy Hulme)‏ مواليد 1 أبريل 1971 في ملبورن، فيكتوريا، أستراليا، هو ممثل وكاتب سيناريو أسترالي.

## الأعمال

### أفلام
- الماتريكس 2
- الماتريكس 3

## وصلات خارجية
- لاتشي هولم على موقع IMDb (الإنجليزية)
- لاتشي هولم على موقع قاعدة بيانات الفيلم (الإنجليزية)

- الموقع الإلكتروني